# Bożena Mamontowicz-Łojek

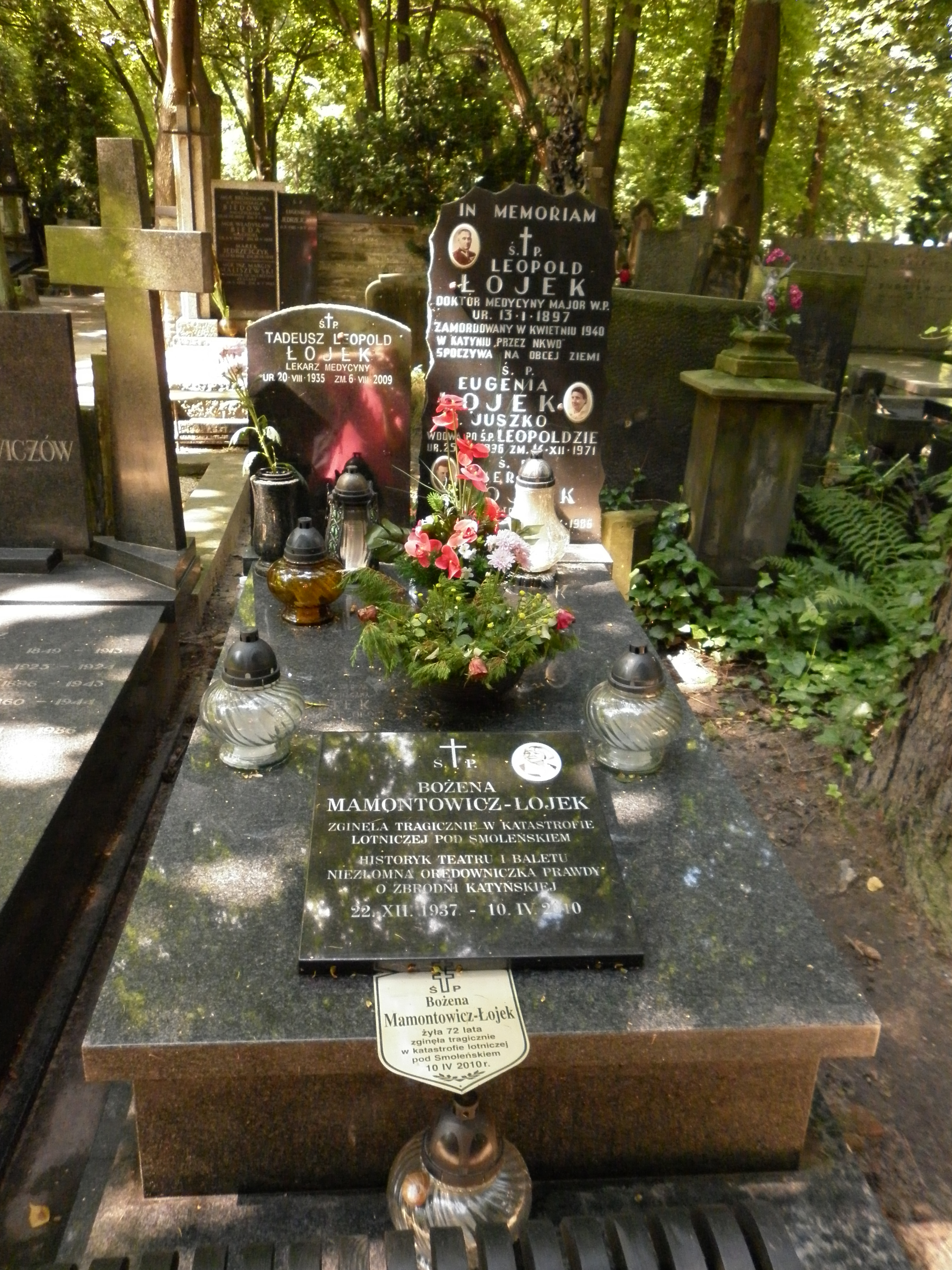
Grób Bożeny Mamontowicz-Łojek

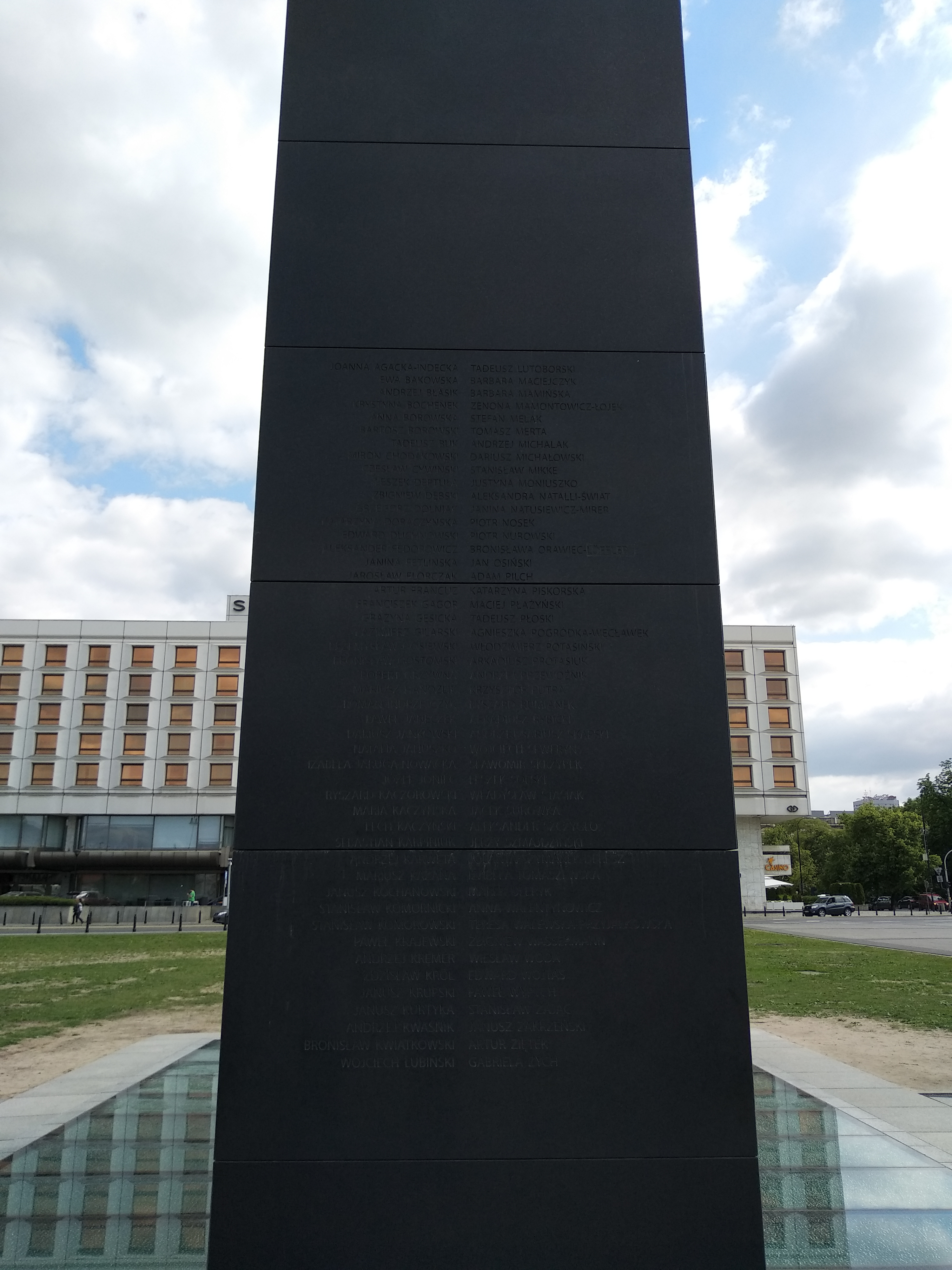
Bożena Mamontowicz-Łojek upamiętniona na Pomniku Ofiar Tragedii Smoleńskiej 2010 roku w Warszawie

Zenona Bożena Mamontowicz-Łojek (ur. 22 grudnia 1937 w Warszawie, zm. 10 kwietnia 2010 w Smoleńsku) – polska historyk baletu, teatrolog i działaczka społeczna, prezes Polskiej Fundacji Katyńskiej, założycielka Warszawskiej Rodziny Katyńskiej.

## Życiorys
Pochodziła z niepełnej rodziny, córka Anny (po drugim mężu Kuć), miała brata Jerzego i siostrę Irenę. Była absolwentką Państwowej Szkoły Baletowej w Warszawie, tancerką Centralnego Zespołu Artystycznego Wojska Polskiego oraz scen operowych w stolicy i Łodzi. Na przełomie lat 50. i 60. występowała w Państwowym Zespole Ludowym Pieśni i Tańca „Mazowsze”.
Od 1961 była żoną historyka Jerzego Łojka. W 1966 ukończyła studia na Uniwersytecie Warszawskim. Sześć lat później obroniła doktorat w Katedrze Dziejów Oświaty i Kultury UW na podstawie pracy Polskie szkolnictwo baletowe w okresie międzywojennym. Uzyskała tytuł doktorski za pracę na temat Tancerze króla Stanisława Augusta. Zajmowała się historią polskiego teatru i baletu oraz choreografią. Opublikowała prace: Szkoła artystyczno-teatralna Antoniego Tyzenhausa 1774–1785 (w: „Rozprawy z Dziejów Oświaty”, 1968, Tom XI, 36–98) oraz François Gabriel Le Doux – baletmistrz i choreograf 1755-1823 (w: „Pamiętnik Teatralny”, 1967, zeszyt 2, 212–229). W latach 1971–1974 kierowała zespołem baletowym Państwowego Teatru Muzycznego w Łodzi. Współpracowała z redakcją kwartalnika „Taniec”.
Po śmierci męża Jerzego w 1986, spełniając jego testament zaangażowała się na rzecz upamiętnienia zbrodni katyńskiej (w Katyniu został zamordowany jego ojciec, Leopold Łojek). Współzałożycielka Rodzin Katyńskich (w tym Warszawskiej Rodziny Katyńskiej w 1988, od 1991 jako Stowarzyszenie Rodzina Katyńska w Warszawie), Niezależnego Komitetu Historycznego Badania Zbrodni Katyńskiej, w 1993 była w Komitecie Organizacyjnym Federacji Rodzin Katyńskich, pierwsza przewodnicząca FRK. Była prezesem Polskiej Fundacji Katyńskiej. Była sekretarzem Niezależnego Komitetu Historycznego Badania Zbrodni Katyńskiej, wydawała „Zeszyty Katyńskie”.
W 1989 Bożena Mamontowicz-Łojek ustanowiła Nagrodę im. Jerzego Łojka (następnie finansowaną i po 5 latach wyłącznie zarządzaną przez Fundację im. Jerzego Łojka przy Instytucie Józefa Piłsudskiego w Nowym Jorku) przyznawaną „dla autorów prac o tematyce niepodległościowej i historycznej z zakresu wypełniania białych plam w historii”.
Brała udział w życiu społecznym i politycznym, bez powodzenia ubiegała się o mandat senatorski z ramienia Zjednoczenia Polskiego w wyborach parlamentarnych 1993, uzyskując 49 677 głosów.
W 1998 otrzymała Honorową Odznakę Stowarzyszenia Autorów ZAiKS, w 2001 została odznaczona Złotym Krzyżem Zasługi. 8 kwietnia 2008 Rada Polskiej Fundacji Katyńskiej nadała jej Medal Dnia Pamięci Ofiar Zbrodni Katyńskiej. W 2008 została też odznaczona Srebrnym Medalem „Zasłużony Kulturze Gloria Artis”.
Zginęła 10 kwietnia 2010 w katastrofie polskiego samolotu Tu-154M w Smoleńsku w drodze na obchody 70. rocznicy zbrodni katyńskiej. 16 kwietnia 2010 została pośmiertnie odznaczona Krzyżem Oficerskim Orderu Odrodzenia Polski.
20 kwietnia 2010 została pochowana w grobowcu rodziny Łojków na cmentarzu Powązkowskim w Warszawie (kwatera 251-1-29).

## Wybrane publikacje
- Terpsychora i lekkie muzy. Taniec widowiskowy w Polsce w okresie międzywojennym, Kraków 1972.
- Polskie szkolnictwo baletowe w okresie międzywojennym, Państwowe Wydawnictwo Naukowe, Warszawa 1978.
- Działalność artystyczna i pedagogiczna Haliny Mancewiczówny, Gliwice 1992.
- Tancerze króla Stanisława Augusta 1774–1798: początki polskiego baletu,  Wydawnictwo RYTM, Warszawa 2005.